# Dondice banyulensis
Dondice banyulensis es un molusco gasterópodo perteneciente a la familia Facelinidae.
Es una especie endémica del mediterráneo, que habita en fondos rocosos a profundidades que oscilan entre los 10 y los 30 metros de profundidad. Su alimentación es a base de hidropólipos y briozoos. Su coloración puede variar, pero generalmente es de color anaranjado con los filos de color blanquecino. Puede alcanzar hasta 7 cm de longitud.
- Datos: Q2411830
- Multimedia: Dondice banyulensis / Q2411830